# Love & Peace Forever
「Love & Peace Forever」（ラブ・アンド・ピース・フォーエバー）は、trfの13枚目のシングル。1996年3月21日にavex traxより発売された。

## 解説
- 今作が、trf名義でリリースされた最後の作品となった（次回作より大文字のTRF名義となる）。
- 表題曲は「Overnight Sensation 〜時代はあなたに委ねてる〜」に続き、本田技研工業「ライブ・Dio」CMソングに起用された。
- 1曲目の「RADIO EDIT」はショートバージョンで、2曲目の「ORIGINAL MIX」がフルバージョンである。今作のPVに使われているのは2曲目であるが、ベスト盤には1曲目が収録されることが多い。
- 本作品のデモ段階の音源が『Live-Dio meets trf our dance camp』（非売品CD）に収録されている。
- 2006年11月29日に廉価版としてマキシシングルで再発売された。

## 音楽性とテーマ
- サウンドのテーマは「1970年代のソウルミュージック」である。但しアース・ウィンド・アンド・ファイアーみたいなビートを強調する音楽ではなく、それより前のメロディを先行するスタイルを志向した[1]。
- 歌詞のコンセプトは「戦争も、いじめも、自動車事故も、先生に怒られたことも、全部が同時進行で起こっている問題だから、他人事・自分の事に関わらず、身の回りのことを把握して現状を見詰め合っていこうよ」と語りかける様にした[1]。

## 録音
- 日本でメロディを制作して、ロサンゼルスで録音して、1度目の歌入れを日本で行い、ロサンゼルスでミキシングして、日本でマスタリングした。DJ KOOがマスターテープを持って、DJ KOO・久保こーじ・小室はロサンゼルスと日本を何度も往復していた[2]。
- 最初の歌入れをしたのが1995年7月である。その時点ではベーシックなリズムとサビの歌詞しかなかったがYU-KIはそれだけで歌っていた。1996年1月に再度歌入れが行われ、その時には全く別の曲になっていた。マスタリングが終わったのが1996年3月のことだった[2]。
- 実際のアレンジ作業はDJ KOOと久保が中心になって行った。20数人編成のオーケストラを起用し、それに合わせてボーカルの担当するメロディをリズミカルにする等リズム中心ではなく、こだわりをなくして様々な音を組み合わせて最終的なビートを作り出していった[1]。

## 収録曲
| 全作詞: 小室哲哉・前田たかひろ、全作曲・編曲: 小室哲哉・久保こーじ。 |                                         |                          |                       |      |
| #                                                                    | タイトル                                | 作詞                     | 作曲・編曲            | 時間 |
| 1.                                                                   | 「Love & Peace Forever (RADIO EDIT)」   | 小室哲哉 ・ 前田たかひろ | 小室哲哉・ 久保こーじ | 4:11 |
| 2.                                                                   | 「Love & Peace Forever (ORIGINAL MIX)」 | 小室哲哉 ・ 前田たかひろ | 小室哲哉・ 久保こーじ | 5:17 |
| 3.                                                                   | 「Love & Peace Forever (70's MIX)」     | 小室哲哉 ・ 前田たかひろ | 小室哲哉・ 久保こーじ | 6:54 |
| 4.                                                                   | 「Love & Peace Forever (TV MIX)」       | 小室哲哉 ・ 前田たかひろ | 小室哲哉・ 久保こーじ | 4:11 |
| 合計時間:                                                            | 合計時間:                               | 20:33                    |                       |      |

### クレジット
- Produced : 小室哲哉
- Mixed : Keith "KC" Cohen

## 収録アルバム
Love & Peace Forever (RADIO EDIT)
- 『WORKS -THE BEST OF TRF-』
- 『TRF 20TH Anniversary COMPLETE SINGLE BEST』
- 『BEST SINGLE Collection × EZ DO DANCERCIZE』

Love & Peace Forever (ORIGINAL MIX)
- 『TRF 15th Anniversary BEST -MEMORIES-』

## カバー
- 西園寺レオ（CV.永塚拓馬） - 2019年7月24日発売予定のシングル『KING OF PRISM -Shiny Seven Stars- マイソングシングルシリーズ 西園寺レオ』に収録。テレビアニメ『KING OF PRISM -Shiny Seven Stars-』第7話エンディングテーマ。

## ミュージック・ビデオ
- trf / Love & Peace Forever - YouTube